# Dysurie
Dysurie oder Dysuresie (von altgriechisch δύς dys-, deutsch ‚miss-‘, ‚un-‘, ‚übel-‘; ‚unangenehm‘ und οὖρον ouron, deutsch ‚Harn‘) ist eine erschwerte oder schmerzhafte Blasenentleerung. Sie ist ein Leitsymptom für verschiedene, mit Harnblasenentleerungsstörungen verbundene Krankheiten. Dysurie tritt oft in Kombination mit Pollakisurie auf. Je nach Ursache können nur noch ein paar Tröpfchen ausgeschieden werden. Gehen ungewollt Harntröpfchen ab, so spricht man von Inkontinenz. Steht der Schmerz im Vordergrund und lässt sich die Blasenentleerung (deshalb) nicht willentlich unterdrücken, spricht man von Strangurie (deutsch: „Harnstrenge“, „Harnwinde“, „Harnzwang“). Meint man nur die Schmerzhaftigkeit alleine, so spricht man von Algurie.
Ursachen für eine Dysurie können unter anderem Blasen-, Prostata- und Harnröhrenerkrankungen, eine Blasen-Scheiden-Fistel, seltener auch Störungen neurologischen oder psychogenen Ursprungs sein.
Insbesondere bei Wohnungskatzen führt eine Dysurie auch zu Unsauberkeit (Periurie).